# Bulletproof (pel·lícula de 1996)
 Bulletproof és una pel·lícula estatunidenca dirigida per Ernest R. Dickerson, estrenada el 1996.

## Argument
El lladre Archie Oses (Adam Sandler) fa amistat amb el policia Jack Carter (Damon Wayans), que està sota la vigilància. Els dos forgen una forta amistat i, mentrestant, el policia no pot arribar al cap del lladre. Quan el policia es descobreix, comença un tiroteig. Els dos protagonistes es troben un davant l'altre. Tots dos estan apuntant les seves armes cap a l'altra, però el lladre és sorprès per una politja i dona un cop accidentalment al cap del seu amic.
Jack se salva miraculosament i després d'una llarga rehabilitació, on conèixer la fisioterapeuta Tracie, que es convertirà en la seva companya, torna a treballar com a policia, però no vol sentir a parlar més de Moses. Aquest últim és detingut per la policia, mentre el cap vol matar el lladre, perquè ha portat a un policia fins al seu cau. Però Moses demana ser detingut per Carter, perquè ha traït la seva amistat. Mentre Carter està portant Moses en un avió, uns matons del cap intentar matar-lo. Moren tots els policies amb excepció dels dos protagonistes. També maten al pilot, però per sort Moses és capaç de guiar l'aeronau amb seguretat i se salva a si mateix i a Carter.

## Repartiment
- Adam Sandler: Archie Moses
- Damon Wayans: Rock Keats
- James Caan: Colton
- James Farentino: capità Jensen
- Kristen Wilson: Traci
- Allen Covert: detectiu Jones